# Viêm tuyến tiền liệt cấp tính
Viêm tuyến tiền liệt cấp tính là một bệnh nghiêm trọng do  nhiễm trùng của vi khuẩn trong tuyến tiền liệt. Nhiễm trùng này là một cấp cứu y tế. Cần phân biệt với các dạng viêm tuyến tiền liệt khác như viêm tuyến tiền liệt mãn tính do vi khuẩn và hội chứng đau vùng chậu mãn tính.

## Dấu hiệu và triệu chứng
Đàn ông bị viêm tuyến tiền liệt cấp tính thường bị ớn lạnh, sốt, đau ở vùng thắt lưng, đáy chậu hoặc vùng sinh dục, tần suất tiểu và khẩn cấp thường vào ban đêm, đi tiểu đau hoặc nóng, đau nhức cơ thể và nhiễm trùng đường tiết niệu, bằng chứng là bạch cầu và vi khuẩn trong nước tiểu. Viêm tuyến tiền liệt cấp tính có thể là một biến chứng của sinh thiết tuyến tiền liệt. Thông thường, tuyến tiền liệt rất mềm khi sờ nắn qua trực tràng.

## Chẩn đoán

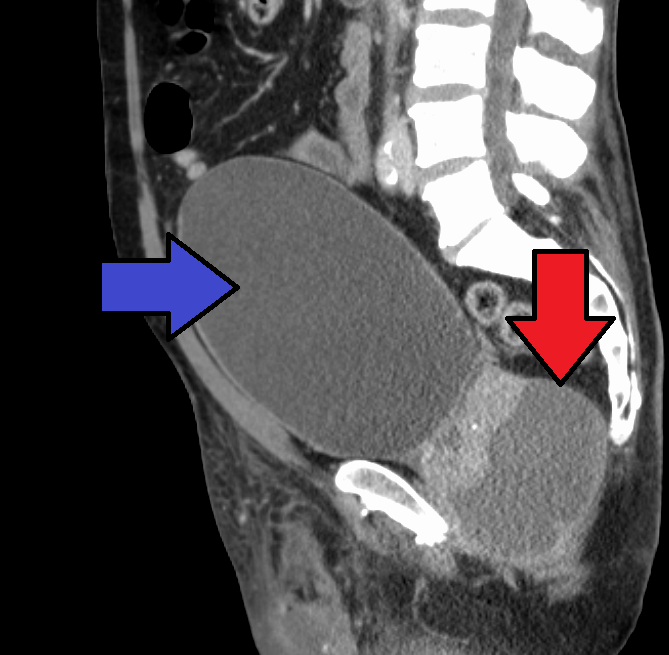
Áp xe tuyến tiền liệt (mũi tên đỏ) dẫn đến bí tiểu (mũi tên màu xanh)

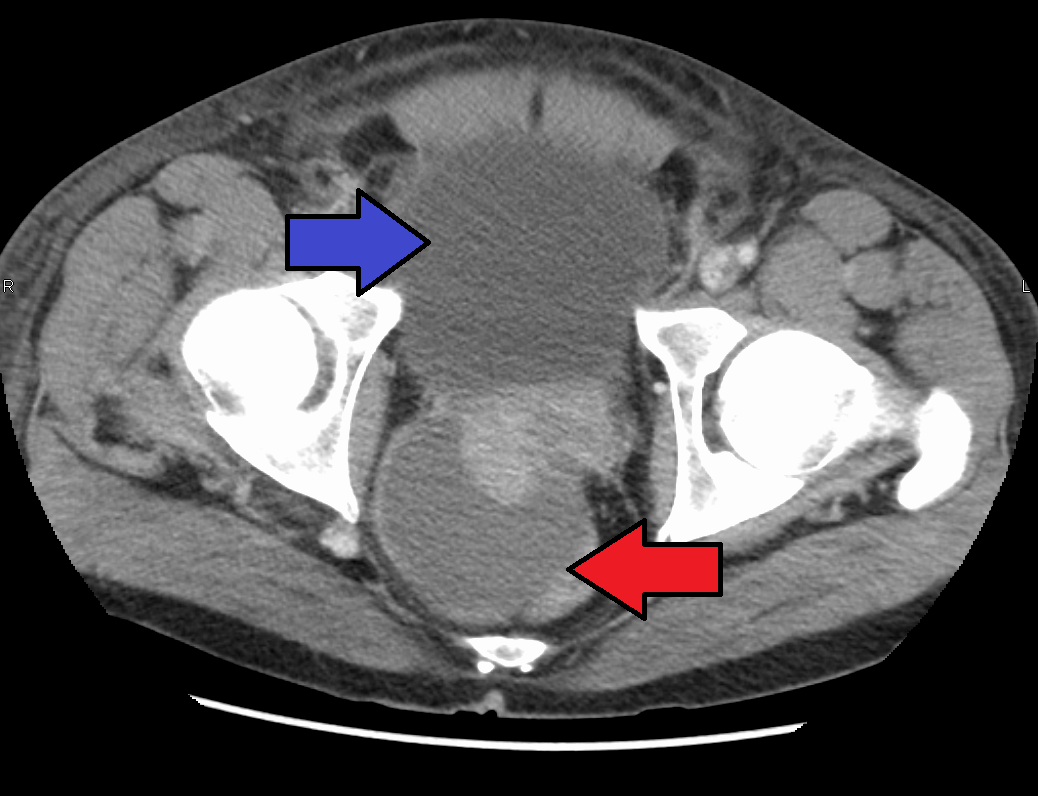
Áp xe tuyến tiền liệt (mũi tên đỏ) dẫn đến bí tiểu (mũi tên màu xanh)

Viêm tuyến tiền liệt cấp tính tương đối dễ chẩn đoán do các triệu chứng gợi ý nhiễm trùng. Các sinh vật có thể được tìm thấy trong máu hoặc nước tiểu, và đôi khi trong cả hai. Vi khuẩn thường gặp là Escherichia coli, Klebsiella, Proteus, Pseudomonas, Enterobacter, Enterococcus, Serratia và Staphylococcus aureus. Đây có thể là một cấp cứu y tế ở một số bệnh nhân và có thể phải nhập viện bằng kháng sinh tiêm tĩnh mạch. Công thức máu toàn bộ cho thấy các tế bào bạch cầu tăng lên. Nhiễm trùng huyết do viêm tuyến tiền liệt là rất hiếm, nhưng có thể xảy ra ở bệnh nhân suy giảm miễn dịch; sốt cao và khó chịu nói chung là cấy máu nhanh, thường dương tính với nhiễm trùng huyết. Một massage tuyến tiền liệt không bao giờ nên được thực hiện ở một bệnh nhân nghi ngờ viêm tuyến tiền liệt cấp tính, vì nó có thể gây ra nhiễm trùng huyết. Vì vi khuẩn gây viêm tuyến tiền liệt có thể dễ dàng phục hồi từ nước tiểu, nên không cần phải xoa bóp tuyến tiền liệt để chẩn đoán. Sờ nắn trực tràng thường cho thấy một tuyến tiền liệt sưng to, mềm mại, sưng lên, chắc chắn, ấm áp, và đôi khi, không đều khi chạm vào. Protein phản ứng C tăng trong hầu hết các trường hợp.

## Tiên lượng
Phục hồi hoàn toàn mà không để lại di chứng là bình thường.